# Steen Krarup Jensen
Steen Krarup Jensen (född 12 april 1950 på Nørrebro i Köpenhamn) är en dansk skulptör, poet, multikonstnär och  samhällskritiker. Han blev utbildad som skulptör på Det Kongelige Danske Kunstakademi under perioden 1971-1978. 1977 fick han Viggo Jarls Legat. 
Som skulptör har han bland annat arbetat med marmor och granit samt experimenterat med en lång rad andra material, till exempel i mobiler og  assemblager. 
Tillsammans med Flemming Vincent och Per Johan Svendsen startade han Kunst- og Kulturgruppen Syntese, som med provocerande utställningar och samhällskritiska aktioner var centrala i den danska konstvärlden från början av 1980-talet till mitten av 1990-talet. 
Steen Krarup Jensen var med och startade Danske Billedkunstneres Fagforening (nuvarande KUFA). I samband med detta blev han internationellt uppmärksammad, då han 1981 sprängde en granitskulptur med dynamit i protest mod danska konstnärers villkor.
Som skribent har han bland annat skrivit en lång rad revytexter, sångtexter och tidningskrönikor.  
År 2007 vann Steen Krarup Jensen och kompositören Jakob Freud-Magnus en tävling vars syfte var att skriva ett förslag på en ny dansk nationalsång. Sången Et lille land og lige midt i verden blev utvald av Spil Dansk Dagen som årets danska sång 2007.
Steen Krarup Jensen är far till jazzmusikern och poeten  Simon Jensen.